# زول کالیفرنیایی
زول کالیفرنیایی (نام علمی: Eryngium aristulatum) نام یک گونه از سرده زول است.